# 마하밤사
《마하밤사》(팔리어: Mahāvaṃsa, 마하왕사)는 5세기경 팔리어로 쓰인 서사시로 그것은 스리랑카의 전설적인 건국이 있었던 기원전 543년 인도 벵갈 서부의 라르 지방으로부터 비자야 왕자가 스리랑카로 왔을 때(277–304 CE)부터 아누라다푸라 왕국의 마하세나(Mahasena) 왕의 죽음(A.D. 302)까지 스리랑카 역대 왕들의 이야기를 팔리어로 읊은 서사시로써, 서기 5세기경 아누라다푸라에 있는 마하비하라 사원의 승려가 지은 것으로 알려져 있다. 
마하밤사라는 제목은 ‘위대한 역사’라는 뜻으로 번역하면 대사(大史) 또는 대왕통사(大王統史)이다.

## 내용
마하밤사의 내용은 크게 4가지로 나눌 수 있다.
- 석가모니 부처의 스리랑카 방문: 이 자료에는 석가모니 부처의 스리랑카 섬 방문에 대한 전설적인 세 가지 이야기가 담겨 있다. 이 이야기들은 석가모니 부처가 당시 스리랑카 섬에 거주하던 야카족과 나가족을 그의 위신력으로 제압하거나 몰아내고 스리랑카가 중요한 불교 중심지가 될 것이라는 수기를 전달하는 내용을 담고 있다. 이러한 방문은 팔리어 율장이나 다른 초기 문헌에서는 언급되지 않는다.
- 스리랑카 왕들의 연대기: 이 자료는 스리랑카 왕들의 계보와 연대기로 구성되어 있으며, 때로는 스리랑카의 왕위 계승이나 재위 중에 있었던 주목할 만한 사건들에 대한 이야기를 담고 있다. 이 자료는 스리랑카 내에서 자국어로 구전으로 기록되었던 이전의 왕실 연대기와 왕력(王曆)에서 유래되었을 수 있으며, 스리랑카 및 인근 인도 왕국의 역사에 대한 중요한 자료의 원천이다.
- 상가(불교 승단)의 역사: 《마하밤사》의 이 부분은 아소카 대왕이 스리랑카에 보낸 사절, 보리수나무 이식, 마하비하라의 건국을 다룬다. 여기에는 스리랑카 초기 상가(승단)의 저명한 승려와 비구니들의 이름이 실려 있다. 초기 불교의 경전 결집에 대한 《팔리어 율장》을 문자로 최초로 적은 기록도 포함한다. 이것은 초기 불교계의 발전에 대한 중요한 자료로 남아시아와 동남아시아의 여러 지역에 파견된 법대관(불교 전도사)들의 이름이 포함되어 있는데, 이 중 일부는 비문 등 고고학적 증거에 의해 확인되었다.
- 스리랑카의 연대기: 비자야 왕자가 그의 신하들을 거느리고 인도에서 이주해 온 것에서 시작되어 마하세나 왕의 통치 때까지 계속되며 전쟁, 후계 분쟁, 부도 및 기뢰 건설, 기타 주목할 만한 사건들을 언급한다. 신할라왕 두타가마니와 타밀왕 엘라라(《디파밤사》 13절과 비교했을 때 《마하밤사》 861절이 같은 사건을 다루고 있다)의 전쟁에 대한 광범위한 연대기는 토속적인 전통에서 따온 대중적인 서사시의 통합을 대표할 수 있다.[2]

마하밤사의 내용 대부분은 《디파밤사》(Dipavamsa)에 보이는 내용의 확장에서 비롯된 것이지만, 구체적으로 아브하야기리 비하라(Abhayagiri vihara)를 다루는 여러 구절이 생략되어 있어, 《마하비하라》와 더 구체적으로 연관되어 있었음을 시사한다.

## 역사
아누라다푸라 마하 비하라야의 상좌부 승려들은 기원전 3세기부터 스리랑카 역사의 연대기를 보존해 왔고, 다투세나가 아누라다푸라 왕국을 통치하던 5세기에 이 연대기들을 합쳐 하나의 문서로 엮었다. 그것은 신할라어로 쓰여진 해설서 아타카타(때로는 신할라랏타카타)로 알려진 이전의 고대 편찬 자료에 기초하여 쓰여졌다. 4세기의 《디파밤사》 즉 도사(島史)로 알려진 그 이전의 기록은 《마하밤사》보다 훨씬 내용이 간단하고 정보가 덜 들어 있는데, 《마하밤사》에 쓰인 아타카타를 사용하여 편집되었을 것으로 여겨진다.
《마하밤사》의 저자는 《마하밤사-티카》를 통해 마하남사 티카(Mahavamsa-tika)라는 상좌부 불교 승려로 여겨진다. 마하나마는 디가산다 장군에 속하고 마하비하라에 소속된 수도원에 거주하는 것으로 설명되지만, 다른 믿을 만한 전기 정보는 알려져 있지 않다. 마하나마는 옛사람들이 편찬한 연대기의 반복과 결점을 바로잡고자 이 책을 편찬하게 되었다고 마하밤사를 소개한다. 여기서 말하는 '옛 사람들의 편찬한 연대기'란 《디파밤사》 혹은 《신할라랏타카타》를 지칭할 수도 있다.
신할라 수도승들이 편찬한 《출라밤사》(Culavamsa, 소사)는 4세기부터 1815년 영국의 스리랑카 인수까지의 기간을 다루고 있다. 《출라밤사》는 다른 시대의 많은 작가들에 의해 편집되었다. 이들과 함께 한데 묶어서 《마하밤사》(Mahavamsa)라고 일컬어지기도 하는 이 결합작품은 2천 년이 넘는 연속적인 역사적 기록을 제공하고 있으며, 세계에서 가장 오랫동안 끊어지지 않고 이어져온 역사적 기록 중 하나로 꼽힌다. 칼링가의 싱하 푸라에서 전설적인 비자야 왕자가 도착하기 전, 스리랑카의 원주민인 나가와 약카족에 관한 자료가 포함된 몇 안 되는 문서 중 하나이다.
또한 《마하밤사》는 곳곳에 당대 인도 지역의 왕조를 언급하고 있어, 인도 아대륙의 동시대 왕조를 연구하려는 역사학자들에게도 그 가치를 평가받는다. 또한 셀레우코스 제국과 알렉산드로스 대왕과 거의 같은 시대를 살았던 마우리야 제국의 아소카 대제의 성직 연대를 유추함에 있어서 매우 중요한 사료로 취급된다.
인도의 산치 등지에서 이루어진 발굴 작업 등을 통해 《마하밤사》가 다룬 아소카 대왕의 시절 마우리아 제국의 모습이 확인되었다. 《마하밤사》에서 제공하는 다른 기록들 역시 스리랑카에서도 신할라에서 주로 발견되는 수많은 금석문 기록들이 충분히 뒷받침하고 있다. 인드라팔라(K. Indrapala)는 《마하밤사》가 가진 역사적 가치도 증명해 냈다. 《마하밤사》가 아니었다면 루완웰리사야나 제타바나라마야, 압하야기리 비하라 등 스리랑카 아누라다푸라에 있는 대형 부도의 이면에 얽힌 이야기는 결코 알려지지 못했을 것이다.
《마하밤사》는 1809년경부터 서양 독자들의 주목을 받게 되었는데, 스리랑카에 설치된 실론 주 영국 식민지의 대법원장인 알렉산더 존스턴 경이 《마하밤사》의 원고와 다른 스리랑카 연대기를 유럽으로 보내 출판하게 되었다. 외젠 번루프(Eugène Burnouf)는 1826년에 로마자 번역과 라틴어 번역을 작성했지만, 상대적으로 거의 주목을 받지 못했다. 존스턴의 사본 정리 작업에 참여했던 에드워드 업햄(Edward Upham)은 1833년에 영문 번역본을 출판했지만, 그 번역과 해석에 있어서 여러 가지 오류 투성이였다는 지적이 있었다(예를 들면 석가모니 부처가 스리랑카에서 태어나 아담스 봉 꼭대기에 사원을 세웠음을 암시했다는 것이었다). 최초의 인쇄판이며 널리 읽혀진 영어 번역본은 1837년 실론 민원 사무소(Seilon Civil Service)의 역사학자 겸 장교인 조지 터너(George Turnour)에 의해 출판된 것이다.
독일에서의 《마하밤사》 번역은 빌헬름 가이거(Wilhelm Geiger)에 의해 1912년에 완성되었다. 그 후 이 독일어 번역본이 마벨 헤인즈 보데(Mabel Haynes Bode)에 의해 영어로 번역되었고, 다시 가이거에 의해 수정되었다.

## 역사적 그리고 문학적 의의
남아시아의 많은 지역에서 현존하는 역사 자료들은 드물다. 《마하밤사》를 통해 대부분의 아시아 대륙의 역사보다 실론 섬과 인근 지역의 역사에 대해 비교적 더 많이 알려져 있다. 그 내용은 초기 불교, 아소카 왕의 제국, 인도 남부의 타밀 왕국과 관련된 고고학적 유적과 비문의 확인과 확증에도 도움을 주었다.
《마하밤사》는 불교의 교조인 고타마 싯다르타, 즉 석가모니 부처의 시대를 시작으로 스리랑카 불교 초기 역사를 다룬다. 또한 석가모니 부처의 탄생부터 달마(법)의 집법이 검토된 제3차 경전 결집까지 인도의 불교 역사를 간략하게 서술하고 있다. 《마하밤사》의 모든 장은 "경건한 자의 세느다란 기쁨"을 위해 쓰여진 것이라고 말하는 것으로 끝난다. 그러한 관점을 강조하고 아누라다푸라 마하 비하라야의 후원자였던 스리랑카 역대 왕들의 선행을 기록하기 위해 편찬되는 것이다. 그것은 신할라 민족주의를 지지한다고 여겨져 왔다.
《마하밤사》는 중요한 역사적 자료이면서 동시에 팔리어의 가장 중요한 서사시다. 암기하기에 알맞은 우아한 문체로 쓰여진 전투와 침략, 궁중 음모, 장려한 사찰과 연못 건축 이야기는 당시의 불교계의 상상을 사로잡았다. 고대에 쓰여진 많은 문헌들과 달리, 평범한 사람들의 삶의 다양한 측면, 그들이 어떻게 왕의 군대에 들어갔으며 농사를 지었는지에 대해서도 논한다. 그래서 《마하밤사》는 실크로드를 따라 많은 불교 지역으로 옮겨졌다. 그것의 일부는 번역되어 다시 전해지고, 다른 언어로 흡수되었다. 더 많은 세부사항을 알려주는 《마하밤사》의 확장판도 동남아시아에서 발견되었다. 《마하밤사》는 많은 다른 팔리어 연대기를 낳았다. 그 시절의 스리랑카는 팔리어 문학에 있어 세계 최고의 중심지였던 것이다.

## 정치적 의의
마하밤사는 특히 현대 스리랑카에서 정치적 메시지를 담은 문서로서 의의를 얻었다. 신할라족 다수는 스리랑카가 역사적 시대부터 불교국가였다는 자신들의 주장을 입증하는 증거로 《마하밤사》를 자주 이용한다. 영국의 역사학자 제인 러셀(Jane Russell)은 특히 1930년대 타밀 민족주의 운동 내부에서 '《마하밤사》 때리기'의 과정이 어떻게 시작되었는지에 대해 언급하였다. 《마하밤사》는 싱할라 불교도의 역사로서 힌두교를 믿던 타밀 민족주의자들과 불교를 믿던 싱할라 민족주의자들이 싱할라 민족의 패권적 서사시로서 자신을 내세우는 수단이 되었고, 이 견해는 1930년대 민족주의 타밀 지도자 G. G. 폰남발람(G. G. Ponnambalam)의 공격을 받았다. 그는 비자야, 카지파, 파라크라마바후 등 싱할라 왕들의 대부분이 타밀족이라고 주장했는데, 1939년 나왈라피티야에서 있었던 연설에서는 스리랑카가 싱할라족이라는 주장을 공격하면서, 불교 신자들의 민족주의로 불교도 유일국가를 만들자는 생각에 반대하는 행동을 비쳤다. 이에 싱할라인 대다수는 나왈라피티야, 파사라, 마스텔리야, 심지어 자프나까지 집어삼킨 폭동으로 대응했다.:148 폭동은 영국 식민지 정부에 의해 급속히 진압되었지만, 후에 이는 다양한 움직임을 거치며 2009년에 끝나게 되는 스리랑카 내전으로 바뀌었다.
많은 작가들은 《마하밤사》 속에서 강조하는 도덕성, 특히 두투가무누가 엘랄란과 그의 군대를 죽인 자신의 행동을 후회하는 부분 등에 대한 의문을 제기해 왔다. 《마하밤사》는 침략자의 살해를 '죄인 및 야수'의 살인과 동등하게 동일시하며 왕의 애환과 유감을 달랜다. 이것은 일부 비평가들에 의해 윤리적 오류로 간주된다. 그러나 불교는 행동의 위계를 덜 '건전'하거나 더 '유익'한 것으로 인식하며(비록 그 의도가 행동 그 자체만큼 또는 더 중요한 것이기는 하지만) 따라서 아라한트를 죽이는 것은 보통 사람을 죽이는 것보다 덜 건전하고 더 유익한 것으로 여겨질 수 있다. 불교도들은 또한 코끼리를 죽이는 것이 개미를 죽이는 것보다는 덜 능숙하지만 더 유익하다고 주장할 수도 있다. 그러나 두 경우 모두 그 취지를 고려해야 한다. 주목할 점은 두투가무누가 자신의 행위를 후회하고 있다는 점이며, 잇단 유혈 군사행동으로 전쟁과 살상에 회의를 느끼고 평화주의자가 된 아소카 왕도 그러했다.

## 사료로써의 정확성
일찍이 오토 프랑케와 같은 서양 학자들은 《마하밤사》가 신빙성 있는 역사적 내용을 담고 있을 가능성을 일축했지만, 비문과 고고학적 발견에서 나온 후속 증거는 《마하밤사》에 기록된 많은 이야기들(아소카 대왕의 법대관 파견이나 여러 사원 건립과 관련된 왕들의 연대기를 포함해서)에 대한 사실적 근거가 있음을 확인시켜 주었다.:47,90
빌헬름 가이거(Wilhelm Geiger)는 이 연대기의 신화적, 시적 정교함에서 유용한 역사적 정보를 분리할 수 있다고 제안한 최초의 서양 학자 중 한 명이었다. 다른 학자들은 《마하밤사》가 인도의 팔리어 자료에서 구한 사료로 편찬되었을 것이라고 추측했지만, 가이거는 《마하밤사》가 실론섬에서 유래한 초기 싱할라 자료에 기초하였다고 가설을 세웠다. 가이거는 모든 이야기와 이름에 제공된 세부 사항이 믿을 만하다고는 보지 않았지만, 《마하밤사》에는 순수하게 문학적으로 창작된 영웅 서사시라기보다는 스리랑카의 여러 왕실 및 종교 지도자들의 이름과 행위를 보존해 온 이전의 전통이 충실하게 반영되어 있다고 주장함으로써 이전의 다른 학자들의 사관으로부터 탈피했다. 그는 《쭐라밤사》의 초기 장들을 가장 정확한 것으로 여겼고, 《마하밤사》의 초기 장은 역사적 사실과는 너무 동떨어져 있고 《컬라밤사》의 후기 부분은 지나치게 수식되었다고 보았다.:90–92
가이거의 싱할라인 제자였던 G. C. 멘디스(G. C. Mendis)는 특히 싱할라의 조상 비자야(Vijaya)에 대한 이야기를 인용하면서 본문의 특정 부분에 대해 노골적으로 회의적인 태도를 드러냈고, 비자야는 역사적 사실과 너무 동떨어져 있고, 서사시나 다른 문학 창작물과 너무 비슷해서 역사적 사실로 간주될 수 없다고 했다. 비자야가 도착한 날짜는 기원전 543년경 석가모니 부처가 열반에 든 날짜와 일치하도록 인위적으로 고정된 것으로 생각된다. 중국의 구법승 법현과 현장은 모두 자신의 기행문에서 싱할라족의 기원에 대한 신화를 기록했는데, 《마하밤사》에 기록된 내용과는 전혀 다른 것이었다. 즉 싱할라는 인도 상인과 교류하던 나가나 자연의 정령들의 후손이며, 또 다른 싱할라의 시조는 귀족들의 정복으로 유배된 왕자로 부유한 상인을 살해하고 500명의 자녀를 입양하였다는 것이다.:58–9
석가모니 부처가 스리랑카를 세 차례나 방문했다는 이야기는 《마하밤사》 외의 어떤 자료에도 기록되어 있지 않다.:48 더구나 《마하밤사》에서는 석가모니 부처의 계보에 대해 그를 사사촌간 혼인으로 맺어진 부부의 소생이라고 적고 있다. 교차 사촌간 결혼은 역사적으로 인도 남부의 드라비디아인- 스리랑카인 타밀과 싱할라 둘 다 역사적으로 교차 사촌간 결혼을 행했지만, 석가모니 부처의 생애와 연관된 인도 북부 지역에서는 외처제 결혼이 일반적이었다. 초기 불교계 자료에서는 혼인에 대한 언급은 찾아볼 수 없으며, 학자들은 이 계보가 석가모니 부처나 그의 가르침이 귀족 가문을 위시한 전통적인 스리랑카 사회 구조에 적응하기 위해 만들어진 것이라고 추측하고 있다.:48–9
마힌다가 스리랑카의 왕을 불교에 귀의하게 하였다는 이야기의 역사적 정확성도 논의되고 있다. 불상에 관한 연구들을 출판하고 많은 팔리 문헌을 번역한 독일의 인도학자 헤르만 올덴버그(Hermann Oldenberg)는 이 이야기를 '순수한 창작'으로 여긴다. 《아소카 왕과 초기 인도의 역사》(Ashoka and Early history of India)의 저자인 V. A. 스미스(V. A. Smith)도 이 이야기를 "부조리한 짜맞추기"라고 한다. V. A. 스미스와 헤르만 교수는 아소카가 재위 13년에 작성한 바위 담마 칙령 13호에 아들 마힌다의 불교 선교사 임명이나 스리랑카 왕을 불교로 개종시키는 마힌다의 역할에 대해 언급하지 않았다는 점을 들어 이런 결론을 내렸다. 스리랑카 외부의 자료와 《마하밤사》에서는 마힌다를 아소카의 아들로 언급하지 않는다.
아소카가 스리랑카에 불교 선교사를 보낸 해와도 모순이 있는데, 《마하밤사》에 따르면 아소카의 법대관은 기원전 255년에 도착했지만 칙령 13에 따르면 기원전 260년으로 5년이 앞선다.

## 관련 작품
《마하밤사》는 《디파밤사》(기원전 4세기)로 알려진 이전의 연대기에서 유래된 것으로 여겨진다. 《디파밤사》는 훨씬 간단하고 《마하밤사》보다 정보가 적게 들어 있으며 아마도 결국 쓰여진 《마하밤사》에 편입된 구전 전통의 핵으로 작용했을 것이다. 《디파밤사》는 전적으로 실론 자체에서 창작된 최초의 팔리 텍스트로 여겨진다.
후속작인 《쭐라밤사》는 아누라다푸라(CE 277~304년)의 마하세나(Mahasena) 시대부터 섬 전체가 영국 왕에게 항복하게 되는 1815년까지 《마하밤사》를 확장하였다. 《쭐라밤사》는 연이은 역사적 시기에 속하는 다섯 명의 다른 작가(그 가운데 한 명은 이름이 알려져 있지 않다)에 의해 구성된 3개의 섹션으로 구성되어 있다.
1935년, 상좌부 불교의 승려 야기랄라 판나난다(Yagirala Pannananda)는 《쭐라밤사》가 끝난 시점부터 1935년까지의 기간을 아우르는, 《마하밤사》의 싱할라어 속편인 《마하밤사》 제3부를 출판했다.:95–104 어떤 정부나 종교단체의 허가나 지원이 있었던 것도 아니었지만, 《마하밤사》의 이러한 지속은 후에 스리랑카 총리 JR 자야와르덴(JR Jayawardene) 정부에 와서 인정되었다.
마하밤사-티카(Mahavamsa-tika)로 알려진 마하밤사(Mahavamsa-tika)에 대한 해설서는 《쭐라밤사》가 처음으로 추가되기 전에 작성된 것으로 보이며, 그 시기는 1000년과 1250년 사이로 보인다. 이 해설은 《마하밤사》에서 사용되는 애매한 팔리어 용어에 대한 설명을 제공하며, 경우에 따라서는 세부사항을 덧붙이거나 《마하밤사》의 다른 버전 간의 차이를 명확히 한다. 거의 전적으로 마하비하라와 관련된 자료로 구성된 《마하밤사》 그 자체와는 달리, 《마하밤사-티카》는 아바야기리 비하라 전통과 관련된 주석과 연대기의 대체 버전을 여러 차례 언급한다.
동남아시아에서 《증보(增補) 마하밤사》라고 불리는 팔리어 작품에는 스리랑카 마하밤사의 텍스트뿐만 아니라 《투파밤사》, 《붓다밤사》 및 마하밤사 논평의 요소, 다양한 자타카(본생담)의 인용문 등이 포함되어 있다. 크메르 대본에 기록되어 구별되기 때문에 학술 문헌에서는 '캄보디아 마하밤사' 또는 '크메르 마하밤사'라고 부르기도 한다. 그 편찬은 모갈라나(Moggallana)라고 불리는 자세한 신상이 알려지지 않은 승려에 기인하며, 정확한 구성 연대와 기원은 알려져 있지 않지만, 버마나 태국에서 편찬되었던 것으로 추측된다.

## 같이 보기
- 아누라다푸라